# Leptosphaeria fallaciosa
Leptosphaeria fallaciosa är en svampart som beskrevs av Berl. 1889. Leptosphaeria fallaciosa ingår i släktet Leptosphaeria och familjen Leptosphaeriaceae.   Inga underarter finns listade i Catalogue of Life.